# Іден (Нью-Йорк)
Іден (англ. Eden) — місто (англ. town) в США, в окрузі Ері штату Нью-Йорк. Населення — 7573 особи (2020).

## Демографія
Згідно з переписом 2010 року, у місті мешкало 7688 осіб у 2951 домогосподарстві у складі 2132 родин. Було 3120 помешкань
Расовий склад населення:
| - 98,0 % — білих - 0,4 % — чорних або афроамериканців - 0,3 % — корінних американців - 0,2 % — азіатів |

До двох чи більше рас належало 0,6 %. Частка іспаномовних становила 1,8 % від усіх жителів.
За віковим діапазоном населення розподілялося таким чином: 22,5 % — особи молодші 18 років, 61,3 % — особи у віці 18—64 років, 16,2 % — особи у віці 65 років та старші. Медіана віку мешканця становила 44,3 року. На 100 осіб жіночої статі у місті припадало 100,4 чоловіків;  на 100 жінок у віці від 18 років та старших — 97,4 чоловіків також старших 18 років.
Середній дохід на одне домашнє господарство  становив 83 133 долари США (медіана — 69 557), а середній дохід на одну сім'ю — 103 048 доларів (медіана — 92 179). Медіана доходів становила 50 417 доларів для чоловіків та 42 402 долари для жінок. За межею бідності перебувало 4,5 % осіб, у тому числі 2,7 % дітей у віці до 18 років та 8,3 % осіб у віці 65 років та старших.
Цивільне працевлаштоване населення становило 4149 осіб. Основні галузі зайнятості: освіта, охорона здоров'я та соціальна допомога — 24,8 %, виробництво — 13,8 %, роздрібна торгівля — 9,6 %, будівництво — 9,2 %.